# Jacob Obrecht

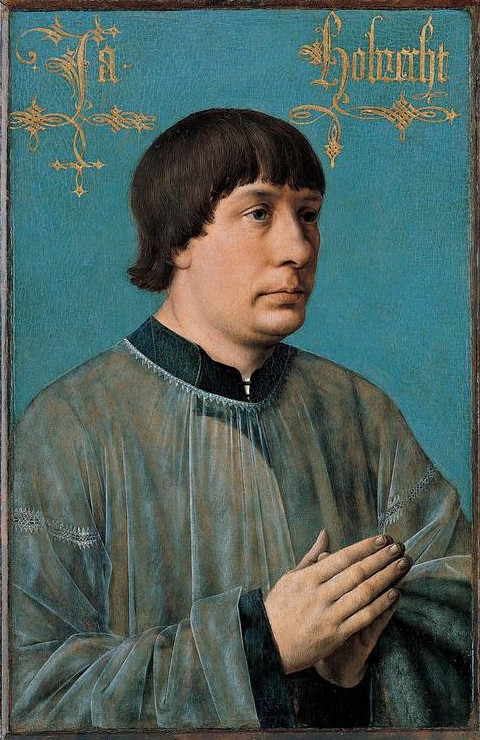
Quentin Massys: Jacob Obrecht, 1496 – Fort Worth, Texas, Kimbell Art Museum

Jacob Obrecht (* 1457 oder 1458 in Gent; † kurz vor dem 1. August 1505 in Ferrara) war ein franko-flämischer Komponist, Sänger und Kleriker der Renaissance.

## Leben und Wirken
Jacob Obrecht war das einzige Kind des Genter Stadttrompeters Willem (Guillermus) Hobrecht (1430/35 – 22. November 1488), der dieses Amt seit 1452 ausübte; zwischen 1454 und 1470 diente er auch bei besonderen Gelegenheiten dem burgundischen Hof. Jacob Obrechts Mutter Lysbette (* um 1440) starb bereits mit etwa 20 Jahren im Juli 1460. Das ungefähre Geburtsdatum des Komponisten ergibt sich aus seinem erst 1987 entdeckten, besonders qualitätvollen Porträt, das von Hans Memling († 1494) und seiner Schule gemalt wurde und mit der Jahreszahl 1496 datiert worden ist, und in dem Obrechts Alter mit 38 Jahren angegeben ist. Er scheint ein sehr enges Verhältnis zu seinem Vater gehabt zu haben, was sich anlässlich des Todes des Vaters aus dem ungewöhnlichen persönlichen Zeugnis der Trauermotette „Mille quingentis“ ergibt, dessen Text den Vater erwähnt.
Über die Jugend und über die musikalische wie geistliche Ausbildung Obrechts ist nichts überliefert. Die heutigen Musikhistoriker nehmen an, dass er in seiner Heimatstadt eine Ausbildung zum Chorknaben erhielt. Der Musiktheoretiker Heinrich Glarean, der Schüler des großen Humanisten Erasmus von Rotterdam gewesen ist, gibt in seiner Schrift Dodekachordon (erschienen Basel 1547) an, dass sein Lehrer Erasmus seinerzeit musikalisch bei Obrecht in die Lehre ging („puero Erasmo in Musicis Praeceptor“), und ein Freund von Erasmus, Beatus Rhenanus, schreibt, dass Erasmus in seiner Jugend Chorknabe in „Traiectum“ (Utrecht) oder in Maastricht gewesen sei. Der Aufenthalt beider in einer dieser beiden Städte müsste vor oder um 1480 gewesen sein; dafür gibt es aber weder für Erasmus von Rotterdam noch für Jacob Obrecht Belege.
Spätestens ab 1480 hatte Obrecht den akademischen Grad eines Magisters, empfing um diese Zeit auch die Priesterweihe und wirkte ab diesem Jahr bis 1484 als Chormeister, Priester und Sänger an der Gertrudiskirche und für die Marienbruderschaft in Bergen op Zoom. Schon in dieser Zeit hat sich offenbar sein Ruf als Komponist ausgebreitet. Der Komponist Johannes Tinctoris nennt in seiner Schrift Complexus effectuum musices Obrecht unter den Meistern, die sich durch ihre Arbeit Ruhm erworben haben. Herzog Ercole I. d’Este von Ferrara (Regierungszeit 1471–1505) bekam von seinem Agenten und Sänger Cornelio di Lorenzo im August 1484 eine Obrecht-Messe, die ihm sehr gefiel. Am 28. Juli 1484 war Obrecht vom Kapitel der Kathedrale von Cambrai als Chormeister berufen worden; er trat diese besonders prestigereiche Position am darauf folgenden 6. September an. Hier war es seine Aufgabe, die Chorknaben in Liturgie, Choralgesang und Latein zu unterrichten, ihnen gutes Betragen beizubringen sowie sich um die Verpflegung, die Bekleidung und die Freizeitgestaltung der Knaben zu kümmern. Aber schon im darauf folgenden Jahr wurde er wegen der Vernachlässigung der Chorknaben verwarnt, und es wurden ihm finanzielle Unregelmäßigkeiten vorgeworfen; das Domkapitel von Cambrai verfügte schließlich seine Entlassung am 21. Oktober 1485.
Der Komponist hatte schon am 13. Oktober 1485 seine Berufung zum „zangmeester“ und Sukzentor an der Kirche St. Donatian in Brügge erreichen können und übernahm dieses Amt im darauf folgenden November. Abgesehen von Beurlaubungen behielt er diese Position bis Anfang 1491. Hier wirkte er in direkter Nähe zu Antoine Busnoys, der spätestens seit 1485 bis zu seinem Tod 1492 an der Kirche Saint-Sauveur in derselben Stadt als Kantor wirkte. Obrechts Arbeitsumfang in dem neuen Amt war außergewöhnlich und für eine Musikerlaufbahn im späten 15. Jahrhundert untypisch; hier war er verpflichtet, für alle wiederkehrenden Anlässe Messen zu komponieren. Bei Erfüllung aller Pflichten muss er demnach zwischen 1485 und 1491 mindestens 15 Messen geschrieben haben. Nach einer Bemerkung Glareans in der Schrift Dodekachordon war ihm aber eine flüssige Schreibweise zu eigen, die ihm dabei zugutekam. Eine Reihe von Messen lässt sich auch sowohl durch die Überlieferungsdaten als auch in stilkritischer Hinsicht recht plausibel Obrechts Wirkungszeit in Brügge zuordnen.
Während dieser Zeit, und zwar von November 1487 bis Mai 1488, hielt sich der Komponist auf Einladung von Herzog Ercole I., übermittelt durch zwei seiner Sänger, in Ferrara auf; in dieser Zeit entstand vermutlich seine Messe „O beate pater Donatiane“. Ercole versuchte, Obrecht in Ferrara zu halten, aber ohne Erfolg. Obrecht hatte dann die eingeräumte Urlaubszeit um drei Monate überschritten, weil er kriegsbedingt nicht auf direktem Wege nach Brügge zurückreiste, hielt sich noch in Bergen op Zoom auf und kam erst im August 1488 wieder nach Brügge. Im Mai 1490 hat dann das Kapitel von St. Donatian ohne Begründung beschlossen, Obrecht zu entlassen, hat diesen Beschluss jedoch nicht umgesetzt, bis der Komponist schließlich am 21. Januar 1491 auf eigenen Wunsch entlassen wurde. Im Juni 1492 fand Jacob Obrecht eine neue Anstellung als Chormeister an der Marienkirche Notre-Dame und bei der Marienbruderschaft in Antwerpen, wo er als Nachfolger von Jacques Barbireau wirkte, und zwar bis zum Jahr 1497. Hier hatte er ähnliche Aufgaben wie in Brügge, aber offenbar ohne die Verpflichtung zur regelmäßigen Messenkomposition. Von 1492 auf 1493 wurde er aus nicht bekannten Gründen nach Frankreich geschickt, wo er möglicherweise mit Loyset Compère zusammenkam und eventuell wie dieser eine Komposition auf den Text „Quis numerare queat“ geschrieben hat. Er hat auch im Jahr 1494/95 versucht, sich dem Papst anzuempfehlen, indem er für ihn die Motette „Inter praeclarissimas virtutes“ komponierte. Im Juni oder Juli 1497 ging Obrecht erneut, vielleicht krankheitsbedingt, nach Bergen op Zoom zur Marienbruderschaft, diesmal als Sänger mit entsprechend deutlich reduzierten Pflichten. Aber schon 1½ Jahre später, am 31. Dezember 1498, kehrte er wieder als Sukzentor an die Kirche St. Donatian in Brügge zurück. Dort erkrankte er im Sommer 1500 schwer und wurde nach eigenem Wunsch im September 1500 entlassen. Durch Pfründen und andere Gunstbeweise hat das Kapitel an St. Donatian versucht, ihn in Brügge zu halten; Obrecht hat dennoch diese Stadt, zwischenzeitlich gesundet, im Juni 1501 für immer verlassen.
Der Komponist ging zum zweiten Mal nach Antwerpen, wo er vom 24. Juni 1501 bis mindestens 24. Juni 1503 als Vikar und Sänger an der Marienkirche und als Chorleiter für die dortige Marienbruderschaft wirkte. Im Frühjahr 1503 versuchte er, den römisch-deutschen König Maximilian I. (Regierungszeit 1493–1519) auf sich aufmerksam zu machen, vermutlich indem er für ihn die Messe „Sub tuum praesidium“ komponierte, und erhielt dafür am 22. April 1503 in Namur ein Geschenk vom Hof des späteren Kaisers, „von wegen eines Ambts Regina celi So er unns gemacht hat“. Obrecht scheint dann im Sommer 1503 über Augsburg und Innsbruck nach Italien gereist zu sein; in diesen Zusammenhang gehört wohl die Missa „Maria zart“, die möglicherweise für das Treffen von Philipp dem Schönen von Burgund mit Maximilian I. im September 1503 in Augsburg komponiert wurde; es war vielleicht seine letzte Messe.
In Italien wandte er sich 1503/04 möglicherweise erst nach Rom, vielleicht an die Hofkapelle von Papst Julius II. (Amtszeit 1503–1513), oder er erwog, in diese Kapelle einzutreten. Weil die Gehaltslisten der päpstlichen Kapelle für diese Zeit verloren gegangen sind, gibt es für die Entscheidung dieser Frage keine Belege. Im September 1504 wandte er sich nach Ferrara, obwohl dort im Juli 1503 die Pest ausgebrochen war, was sogar zum Wegzug des Hofs aus der Stadt führte; dort wurde er, nachdem Josquin Desprez die Stelle aufgegeben und ebenfalls die Stadt verlassen hatte, dessen Nachfolger als Hofkapellmeister. Aber am 25. Januar 1505 starb Obrechts Gönner, Herzog Ercole I., woraufhin dessen Sohn und Nachfolger Alfonso I. d’Este (Regierungszeit 1505–1534) die Hofkapelle verkleinerte und auch Obrecht entlassen hat. Der Komponist versuchte, in Mantua am Hof von Isabella d’Este und Markgraf Francesco II. Gonzaga eine Anstellung zu bekommen, hatte damit aber keinen Erfolg. Kurz darauf kehrte er nach Ferrara zurück und wirkte hier als Priester, vielleicht in der deutschen oder holländischen Gemeinde. Ende Juni oder im Juli 1505 ist Obrecht im Pesthospital Ferrara an dieser Krankheit verstorben. Wo er beigesetzt wurde, ist nicht bekannt. Der Humanist Gasparo Sardi aus Ferrara hat für Obrecht zwei Grabmäler entworfen, die aber nicht realisiert wurden. Aus Obrechts mühsamer Laufbahn ist sein mangelndes Organisationstalent immer wieder sichtbar geworden, und sein relativ frühes und ruhmloses Ende in einer Pestepidemie kann wohl tragisch genannt werden.

## Bedeutung
Obrecht wurde von den Musiktheoretikern seiner Zeit übereinstimmend zu den großen Meistern gerechnet. Seine überlegene Beherrschung der musikalischen Techniken, seine Produktivität, sein Sinn für Ausgewogenheit und Klarheit und seine „subtilitas“ wurden einhellig gerühmt. Heinrich Glarean berichtet, dass der Komponist einmal in einer einzigen Nacht eine vollständige Messe geschrieben haben soll. Er war unter den bedeutenderen Komponisten seiner Zeit der einzige, dessen Muttersprache flämisch war; dementsprechend haben bei ihm nur flämische Lieder eine bedeutendere Rolle gespielt. Wie Pierre de la Rue hat er nahezu sein ganzes Berufsleben in seiner engeren Heimat Flandern und Brabant zugebracht, aber nicht im Hofdienst, sondern nur in kirchlichen Positionen der großen Bürgerstädte. Seine Werke sind in der stilistischen Vielfalt und in dem ästhetischen Rang den Werken Josquins ebenbürtig. Er war vor allem Messenkomponist: mit seinen 30 gesicherten und sechs weiteren ziemlich überzeugend ihm zugeschriebenen Werken war er einer der fruchtbarsten Meister seiner Epoche neben Heinrich Isaac und Pierre de la Rue.
Trotz unbestrittener Originalität zeigen seine Kompositionen im Vergleich zu Josquin eine deutliche Verwandtschaft zu Johannes Ockeghem und dem späten Guillaume Dufay; sie sind in ihrer Grundhaltung somit eher konservativ. Italienische Einflüsse treten deutlich in den Hintergrund gegenüber Elementen des flämischen und deutschen Volkslieds und gegenüber einer ausgeprägt kontrapunktischen Schreibweise. Damit steht Obrecht im Gegensatz zu seinen etwas stärker italienisch orientierten Landsleuten Josquin Desprez, Gaspar van Weerbeke und Loyset Compère. Seine Kompositionen bezeugen eine rationale Ordnung und einen Sinn für eine musikalische Architektonik. So kombiniert er in den Messen auch mehrere Cantus firmi („Missa diversum tenorum“), während Imitatorik, klare Textdeklamation (außer in kurzen, homorhythmischen Phasen) und der Einsatz expressiver Gestaltungsmittel zur Textausdeutung selten sind. Bei neueren Forschungen wurde festgestellt, dass die Strukturen seiner Messen und Motetten auf numerischen Relationen beruhen. Hieraus ergeben sich sowohl eine strenge Symmetrie der Einzelabschnitte wie auch die formale Ausgewogenheit einer ganzen Komposition. Darüber hinaus hat er schon von den frühesten Werken an Elemente einer ganz individuellen Sprache ausgebildet, in welcher Phantastik einerseits und höchste Rationalität andererseits eine quasi paradoxe Synthese eingegangen sind. Einige dieser Elemente gehen offensichtlich auf sein erstes großes Vorbild Antoine Busnoys zurück. In seiner Melodik werden zum einen liedhafte Wendungen und Dreiklangsbewegung betont, andererseits knappe Motive mit unerschöpflich phantasievollen Variationen, Motivwiederholungen, Ostinati, Sequenzen und additiven Techniken; bei letzteren „wächst“ ein Motiv, indem bei jeder Wiederholung ein Ton hinzutritt. Obrechts Kontrapunkt bringt häufig Dezimen-Parallelen in den Außenstimmen, auch Terz- und Sextparallelen, ab 1490 auch fauxbourdonartige Passagen und Kadenzen sowie Kanons, die im dichten Stimmengewebe geradezu versteckt werden.
Die Motetten von Jacob Obrecht weisen ein weitaus bunteres stilistisches Spektrum auf als seine Messen. Bei ihnen steht, entsprechend zur Gattung, die Auseinandersetzung mit dem Text viel stärker und historisch schon viel früher im Vordergrund. Am konservativsten, dabei aber überwältigend in der Klangregie, wirkt die Motette „Salve crux arbor vite“. Die meisten Motetten verbinden den Kontrast klangprächtiger, vollstimmiger Cantus-firmus-Durchführungen bei geringstimmigen freien Abschnitten mit einer klaren Unterscheidung zwischen syllabisch-akkordischer, auch kanonischer Textdeklamation mit wenigen Stimmen einerseits, die recht modern wirkt, und einem vollstimmigen, melismatisch-ornamentalen Satz andererseits; Musterbeispiele hierfür sind die Weihnachtsrede-Motette „Factor orbis“ mit ihren übereinander geschichteten bzw. aneinander gereihten Choraltexten und Choralmelodien, oder auch die Kirchweihmotette „Laudamus nunc Dominum“. Gegenüber der eindrucksvollen Werkgruppe der vierstimmigen Motetten, die ganz in seine Zeit in Brügge gehören, treten seine dreistimmigen deutlich in den Hintergrund.
Obrechts weltliche Werke, hauptsächlich seine flämischen Lieder, zeigen einen recht modern wirkenden, extrem einfachen Satz. Dieser ist vollstimmig-akkordisch mit pointierter und oft tanzartiger Rhythmik, außerdem mit einfacher Zeilen-Melodik, die durch die Stimmen wandert, mit alternierenden Duetten mit und ohne Imitation, verbunden mit einer ebenso einfachen wie wirkungsvollen gleichsam „tonalen“ Harmonik. Dies gilt schon für das Lied „Lancen adieu“, eine seiner vermutlich ältesten Kompositionen, die auch im sogenannten „Glogauer Liederbuch“ überliefert ist. Besonders häufig finden sich in dieser Werkgruppe Abschnittswiederholungen, Refrainbildungen und einfache Großformen. Jacob Obrecht war auch der erste Komponist der Josquin-Zeit, für den eine Gesamtausgabe seiner Werke erstellt wurde, eine Pionierleistung aus den Jahren 1908–1921. Der Musikforscher Heinrich Besseler fand für Obrecht 1928/29 die kurze Charakterisierung eines „genialen Außenseiters“.

## Werke
Gesamtausgaben: Von den Werken Jacob Obrechts gibt es drei Gesamtausgaben. Die erste, erschienen 1908–1921, Reprint 1968, ist überholt und unvollständig; die zweite, erschienen 1953–1964, wurde 1964 abgebrochen und ist unvollständig; hier ist nur die dritte Gesamtausgabe erwähnt, die bis auf ganz wenige Neuzuschreibungen komplett ist: New Obrecht Edition / Jacob Obrecht. New Edition of the Collected Works, herausgegeben von Chr. Maas und anderen, 18 Bände, Utrecht 1983–1999.
- Messen, die unter Obrechts Namen überliefert sind (wenn nicht anders angegeben: zu vier Stimmen)
  - Missa „Adieu mes amours“, Chanson oder Chansonmelodie von Josquin, Ferrara 1488?
  - Missa „Ave regina celorum“, Tenor der Motette von Walter Frye, Brügge 1485–1490?
  - Missa „Beata viscera“, Communio in commemoratione Beatae Mariae Virginis
  - Missa „Caput“, Schlussmelisma der Antiphon „Venit ad Petrum“ im Sarum Rite, modelliert nach der anonymen englischen „Caput“-Messe
  - Missa „Cela sans plus“, Sopran und Tenor der Chanson von Colinet de Lannoy, Zuschreibung nur in der Kontrafaktur des Osanna I als Chanson „Cela sans plus“ bei Ottaviano dei Petrucci
  - Missa de Sancto Donatiano, Choralmelodien aus der Liturgie für St. Donatian und ein geistliches Lied, mit Zitaten aus Johannes Ockeghems Missa „Ecce ancilla Domini“, Brügge 1487 für eine gestiftete Messe
  - Missa de Sancto Martino, Antiphonmelodien aus der Liturgie für St. Martin, Brügge 1486 für eine gestiftete Messe
  - Missa „De tous biens playne“ zu drei Stimmen, Tenor und streckenweise der Sopran aus der gleichnamigen Chanson von Hayne van Ghizeghem
  - Missa „Fors seulement“ zu drei Stimmen, Tenor bzw. Sopran des Rondeau von Johannes Ockeghem, mit Anleihen bei den beiden anderen Stimmen
  - Missa „Fortuna desperata“, Tenor und Sopran aus der Antoine Busnoys zugeschriebenen gleichnamigen Chanson, Ferrara 1488. Josquins Messe über die gleiche Vorlage ist offensichtlich in Kenntnis der Obrecht-Messe geschrieben
  - Missa Grecorum, unbekannte Melodie als Tenor-Cantus-firmus, dazu im „Osanna“ die Sequenz „Victimae paschali laudes“
  - Missa Hercules dux Ferrariae, verschollen, erwähnt bei Heinrich Glarean im Dodekachordon, Ferrara 1488 oder 1504/05?
  - Missa „Je ne demande“, Tenor der gleichnamigen Chanson von Antoine Busnoys mit Anleihen bei den drei übrigen Stimmen
  - Missa „L’homme armé“, Tenor der gleichnamigen Messe von Antoine Busnoys
  - Missa „Libenter gloriabor“, Antiphon in Conversione und in Commemoratione des hl. Paulus
  - Missa „Malheur me bat“, Sopran aus der gleichnamigen, Malcort, Johannes Martini und Johannes Ockeghem zugeschriebenen Chanson mit Anleihen bei den beiden übrigen Stimmen, Ferrara 1488
  - Missa „Maria zart“, süddeutsches Marienlied des 15. Jahrhunderts, für den kaiserlichen Hof zum Treffen mit Philipp dem Schönen, Augsburg 1503, vermutlich Obrechts letzte Messe
  - Missa „O lumen ecclesie“ [„O quam suavis est“], nach einer der beiden genannten Antiphonen
  - Missa „Petrus Apostolus“, nach der Magnificat zu St. Peter und Paul, nur in 1 Handschrift vollständig, aber sicherlich echt und eins der frühesten Werke Obrechts
  - Missa Pfauenschwanz, Tenor des Instrumentalsatzes von Barbingant
  - Missa plurimorum carminum (I), Tenor (einmal der Sopran) aus mindestens 21 Chansons und einem flämischen Lied verschiedener Komponisten, 1487/90
  - Missa plurimorum carminum (II), Sopran aus vier Chansons und einem flämischen Lied von verschiedenen Komponisten, vielleicht Ferrara 1488
  - Missa „Regina celi“, wahrscheinlich identisch mit der Missa „Sub tuum presidium“
  - Missa „Rose playsante“, Tenor einer Chanson von Jean Dusart oder Firminus Caron oder Philippe Basiron mit Anleihen aus den beiden übrigen Stimmen, 1491 / 1493 aus Oberitalien
  - Missa „Salve diva parens“, nicht identifizierter Hymnus de Beatae Mariae Virginis?; Echtheit 2003 angezweifelt
  - Missa „Scaramella“, Fragment, italienisches Lied des 15. Jahrhunderts, nur Alt und Bass erhalten, Cantus-firmus-Disposition rekonstruiert von Rob C. Wegman 1994, Ferrara 1488?
  - Missa „Sicut spina rosam“, Ausschnitt aus dem Marien-Responsorium „Ad nutum Domini“, Bass des Agnus Dei = Bass des Kyrie der Missa „Mi-mi“ von Johannes Ockeghem und kleinere Zitate aus dieser Messe, 1497 auf Ockeghems Tod, Antwerpen 1492 / 1497
  - Missa „Si dedero“, Tenor der gleichnamigen Motette von Alexander Agricola mit Anleihen bei den beiden übrigen Stimmen, 1502 aus Oberitalien
  - Missa Sub tuum praesidium, Marienantiphon isorhythmisch im Sopran, dazu vom Credo bis zum Agnus Dei sechs weitere marianische Choralmelodien, wahrscheinlich für die Osterfeier Maximilians I. in der Wallfahrtskirche Halle (Hal) im Hennegau 1503
  - Missa „Veci la danse barbari“, Tenor einer anonymen Chanson, unvollständig und nur in posthumen deutschen Quellen überliefert
- Anonym überlieferte, von der Forschung Obrecht zugeschriebene Messen
  - Missa „Beata progenies“ zu vier Stimmen, Marienantiphon im Sarum Rite, Zuschreibung Jürgen Heidrich 2000, nicht in der Gesamtausgabe
  - Missa De Sancto Johanne Baptista zu vier Stimmen, Antiphonen aus dem Offizium „In Nativitate Santi Joannis Baptistae“, Zuschreibung von Rob C. Wegman 1989
  - Missa „Gracuuly [Gracieulx] et biaulx“ zu vier Stimmen, Tenor der gleichnamigen Chanson von Jacques Barbireau, Zuschreibung von Martin Staehelin 1973, 1975
  - Missa „Je ne seray plus“ zu drei Stimmen, Sopran = Chanson der gleichnamigen Chanson von Phillipet des Pres mit Zitaten aus den zwei übrigen Stimmen, Zuschreibung von Tom R. Ward 1977
  - Missa „N’aray-je jamais“ zu vier Stimmen, Tenor der Chanson von Robert Morton mit Zitaten aus deren Sopran, Zuschreibungen von Martin Staehelin und Martin Just 1975
  - Missa [sine nomine] zu vier Stimmen mit einem oder mehreren Cantus firmi, nicht identifiziert, Zuschreibung von Rob C. Wegman 1994
- Messesatz zweifelhafter Echtheit
  - Benedictus zu zwei Stimmen, in Gonzalo de Baena (um 1476 – nach 1540): Arte nouamente inventada pera aprender a tanger, Lissabon 1540, Duo aus einer nicht identifizierten Messe, vielleicht von Obrecht
- Motetten
  - „Alma redemptoris mater“ zu drei Stimmen, Marienantiphon, nur posthum überliefert
  - „Ave Maris stella“ zu drei Stimmen, Marienhymnus
  - „Ave Regina celorum“ zu vier Stimmen, 2. Teil „Funde preces“, Tenor = Tenor der Motette von Walter Frye, mit Zitaten aus der Marienantiphon, Brügge 1485–1490
  - „Beata es, Maria“ zu vier Stimmen, 2. Teil „Beata es, Maria“ / „Ave Maria, gratia plena“, Lauda, Sequenz- und Litaneiverse mit ihren Melodien, Ferrara 1488?; enge Beziehungen zu Loyset Compères „Ave Maria gratia plena“
  - „Benedicamus in laude Jhesu“ zu vier Stimmen, „Benedicamus“-Tropus mit Melodie
  - „Cuius sacrata viscera“ zu drei Stimmen, 2. Strophe des Marienhymnus „Assunt festa jubilea“
  - „Cuius sacrata viscera“ zu vier Stimmen, 2. Strophe des Marienhymnus „Assunt festa jubilea“
  - „Ego sum Dominus“ zu vier Stimmen, protestantische Kontrafaktur von „Alma redemptoris mater“
  - „Factor orbis“ zu fünf Stimmen, 2. Teil „Spiritus Domini“, Advents- und Weihnachtstexte mit ihren Melodien
  - „Hec Deum celi“ zu fünf Stimmen, 2. Strophe des Hymnus In purificatione Mariae „Quod chorus vatum“
  - „Inter praeclarissimas virtutes“ zu vier Stimmen, Cantus firmus „Estote fortes in bello“, 2. Teil „Eya, propter tuam paternitatem“, Cantus firmus Magnificat-Antiphon des Commune Apostolorum et Evangelistarum, Text wohl vom Komponisten, Huldigung und ‚Bewerbungsschreiben‘ an einen geistlichen oder weltlichen Potentaten
  - „Largire nunc mitissime“ zu vier Stimmen, protestantische Kontrafaktur von „Lacen adieu“
  - „Laudemus nunc dominum“ zu fünf Stimmen, Cantus firmus „Non est hic aliud“ / „Vidit Jacob scalam“ / „Erexit Jacob lapidem“, 2. Teil „Cantemus Domino“, Cantus firmus: Antiphon aus dem Commune Dedicationis Ecclesiae
  - „Laudes Christo redemptori“ zu vier Stimmen, 2. Teil „Hec est dies“, Ostersequenzstrophen ohne ihre Melodien
  - „Mater Patris nati nata“ zu fünf Stimmen, Cantus firmus „Sancta Dei genitrix“, 2. Teil „Ab eterno generatus“, 3. Teil „Virgo mater Dei“, Marienhymnus, am Schluss die 2. Strophe des Hymnus „Memento rerum conditor“, Cantus firmus nicht identifiziert
  - „Mille quingentis“ zu vier Stimmen, Cantus firmus „Requiem eternam“, 2. Teil „Cecilie ad festum“, Dichtung in Hexametern, wahrscheinlich von Obrecht selbst, Cantus firmus: Introitus der Missa pro defunctis, auf den Tod von Obrechts Vater 1488
  - „O Beate basili“ zu vier Stimmen, Cantis firmus „O beate pater Basili“, 2. Teil „O beate pater Basili“, 3. Teil „O virum digne colendum“ / „Invisit sanctus“, Texte und Melodien der Basilius-Liturgie; Brügge 1485/1491?
  - „Omnis spiritus laudet“ zu zwei bis vier Stimmen, Gebets- und Akklamationsformeln
  - „O preciosissime sanguis“ zu fünf Stimmen, Cantus firmus „Guberna tuos famulos“ / „Te ergo quesumus“, 2. Teil außer dem Cantus firmus textlos, ebenso 3. Teil, Texte und Melodien zum Fest Preciosissimi Sanguinis D.N.J.C, für die Heilig-Blut-Prozession Brügge 1485/1491?
  - „Parce domine“ zu drei Stimmen, Text und Melodie (im Bass) nicht identifiziert, Obrechts am weitesten verbreitete Motette
  - „Parvulus nobis nascitur“, protestantische Kontrafaktur von „Rompeltier“
  - „Precantibus diva virgo“, protestantische Kontrafaktur von „Wat willen wij“
  - „Quis numerare queat“ zu vier Stimmen, 2. Teil „Audiit ipse tamen“, 3. Teil „Funde preces Galle“, anonyme Dankdichtung auf das Ende eines Krieges (auch von Loyset Compère vertont), für den Frieden von Étaples 1492?
  - „Regina celi letare“ zu zwei Stimmen, Marienantiphon, nur Textincipit, wahrscheinlich keine Motette, sondern Proportionsstudie
  - „Salve crux arbor vite“ zu fünf Stimmen, Cantus firmus „O crux lignum triumphale“ / „Per lignum crucis“, 2. Teil „O crux lignum triumphale“, 3. Teil „Mundi vera salus“, Sequenzen und Antiphon „In Exaltatione Santae Crucis“, für Brügge 1485/1491?
  - „Salve Regina“ zu drei Stimmen, Marienantiphon
  - „Salve Regina“ zu vier Stimmen, Marienantiphon, nur geradzahlige Verse vertont
  - „Salve Regina“ zu sechs Stimmen, Marienantiphon, nur geradzahlige Verse vertont
  - „Salve sancta facies“ zu vier Stimmen, Cantus firmus „Homo quidam“, 2. Teil „Salve nostra gloria“, Sequenz oder Hymnus auf die hl. Veronica bzw. für das Fest des heiligen Antlitzes, Cantus firmus: Responsorium für Fronleichnam, Cantus firmus im Sopran, für Brügge 1485/1491?
  - „Si sumpsero“ zu drei Stimmen, Psalmverse, in einer Sicher-Orgeltabulatur fälschlich Alexander Agricola zugeschrieben
- Motette zweifelhafter Echtheit
  - „Nec mihi nec tibi“ zu zwei oder drei Stimmen, Text 1. Kön. 3, 26, „Virgilius“ zugeschrieben, teilweise Textincipit „Helas“, Instrumentalsatz
- Flämische Lieder (wenn nicht anders angegeben, zu vier Stimmen)
  - „Adiu, adiu“, siehe „Meiskin es u“
  - „Als al de weerelt in vruechdenleeft“, nur Textincipit
  - „Den haghel ende die calde snee“, nur Textincipit
  - „Ic draghe de mutse clutse“, nur Textincipit
  - „Ic hoerde de clocskins luden“, nur Textincipit
  - „Ic ret my uut spacieren“, geistliches oder weltliches einstimmiges Lied?, nur Textincipit
  - „Ic weinsche alle scoene vrauwen eere“, nur Textincipit, in 1 Handschrift mit deutschem Text fälschlich Thomas Stoltzer zugeschrieben
  - „In hebbe gheen gelt in mijn bewelt“, nur Textincipit
  - „Lacen adieu wel zote partye“, nur Textincipit, in 1 Handschrift lateinische Kontrafaktur „Largire nunc mitissime“
  - „Laet u genoughen liever Johan“, nur Textincipit
  - „Meiskin es u cutkin ru“, nur Textincipit
  - „Moet my lacen u vriendelic schijn“ zu drei Stimmen, nur Textincipit
  - „Sullen wij langhe in drucke moeten leven“, nur Textincipit, die 4. Stimme (Alt) ist vielleicht spätere Zutat
  - „Tsat een cleyn meiskin al up een blokskin“, nur Textincipit
  - „Waer sij di Han? Wie roupt ons daer?“, nur Textincipit
  - „Wat willen wij metten budel spelen“, nur Textincipit
  - „Weet ghij wat mijnder jonghen hert deert“, nur Textincipit
- Flämische Lieder mit zweifelhafter Autorschaft
  - „Rompeltier“ zu vier Stimmen, Lied- bzw. Tanzmelodie, in flämischen und deutschen Quellen des 15. und 16. Jahrhunderts mit verschiedenen Texten verbreitet, Zuschreibung in 1501
  - „Tmeisken was jonck“ („De tusche in Busche“) zu drei oder vier Stimmen, Zuschreibungen an Obrecht, Heinrich Isaac, Jean Japart und in einer Orgeltabulatur von Arnolt Schlick 1512, in weiteren Quellen anonym; die 4. Stimme (Alt) ist sicherlich nachträglich eingefügt
- Chansons und italienisches Lied (zu vier Stimmen, wenn nicht anders angegeben)
  - „Fors seulement“, über den Tenor der Chanson von Johannes Ockeghem
  - „Helas“, siehe „Nec mihi nec tibi“
  - „Helas mon bien“ zu drei Stimmen, nur Textincipit, Rondeau?
  - „J’ay pris amours“, über Sopran und Tenor einer anonymen dreistimmigen Chanson
  - „La tortorella e semplice uccelletto“, vermutlich einstimmiges italienisches Lied, Ferrara 1488?
  - „Ma bouche rit“ über den Tenor der gleichnamigen Chanson von Ockeghem, nur der erste Teil von Ockeghems Tenor benutzt, vielleicht keine Chanson, sondern ein Messesatz, nur intabuliert erhalten (Sicher-Orgeltabulatur) mit dem Incipit „Ma menche vel ma buche“
  - „Marion la doulce“ zu drei Stimmen, nur Textincipit
  - „Se bien fait“, nur Textincipit, Ferrara 1488?
  - „Tant que nostre argent dura“, nur Textincipit
- Wahrscheinliche oder vermutete Instrumentalsätze
  - Fuga zu vier ex 1 Stimmen, Ferrara 1488?
  - Tandernaken (T’Andernaken) zu drei Stimmen, einstimmiges flämisches Lied im Tenor
  - textlos I zu drei Stimmen, 1488/1490 aus Oberitalien, Instrumentalsatz oder Messesatz
  - textlos II zu drei Stimmen, Cantus firmus im Sopran, nicht identifiziert, Instrumentalsatz oder Messesatz
  - textlos III zu drei Stimmen, Cantus firmus im Tenor, nicht identifiziert, Instrumentalsatz oder Messesatz
  - textlos IV zu drei Stimmen, ursprünglich Vokalsatz?, Fermate Takt 38
  - textlos V zu drei (?) Stimmen, nur Bass erhalten
- Nichtauthentische Werke, Autorschaft anderer Komponisten erwiesen
  - „Een vraulic wesen“ zu vier Stimmen, flämisches Lied, Zuschreibung an Obrecht nur in 1 Quelle, in den meisten Quellen Jacques Barbireau oder Heinrich Isaac zugeschrieben und zu drei Stimmen, am wahrscheinlichsten von Barbireau; die zusätzliche Altstimme ist sicherlich nicht von Obrecht
  - „Judea et Jerusalem“ zu vier Stimmen, Weihnachts-Responsorium, Obrecht und Heinrich Isaac zugeschrieben, in weiteren nur deutschen Handschriften anonym, sicherlich nicht von Obrecht, wahrscheinlich von Isaac
  - „La stangetta“ zu drei Stimmen, Instrumentalsatz, Obrecht, Heinrich Isaac und Gaspar van Weerbeke zugeschrieben, sicherlich nicht von Obrecht
  - „Mijn hert heft altijt verlanghen“ zu vier Stimmen, flämisches Lied, Obrecht nur in 1 Handschrift zugeschrieben, ist von Pierre de la Rue
  - „O vos omnes“ zu drei Stimmen, Motetten-Chanson, Obrecht nur in 1 Handschrift zugeschrieben, ist von Loyset Compère
  - „Passio Domini nostri Jesu Christi“zu vier Stimmen, motettische Passion, Obrecht nur in einer Handschrift von 1538 und weiteren davon abhängigen deutschen Handschriften zugeschrieben, außerdem Pierre de la Rue, Jo. ala Venture und Antoine de Longueval, sicherlich nicht von Obrecht, am ehesten von Longueval
  - „Pater noster“ zu vier Stimmen, Obrecht nur in 1 deutschen Handschrift (Thomaskirche) zugeschrieben, ist von Adrian Willaert
  - „Si dedero“ (I) zu drei Stimmen, Obrecht nur in zwei Handschriften zugeschrieben, ist von Alexander Agricola
  - „Si dedero“ (II) zu drei Stimmen, in einem Druck von G. de Baena Lissabon 1540, Intabulierung einer Parodiemotette über Alexander Agricolas Motette
  - „Si oblitus fuero“ zu vier Stimmen, Obrecht nur in 1 Handschrift zugeschrieben, ist von Ninot le Petit